# 判官森
判官森（はんがんもり）は、宮城県栗原市栗駒沼倉にある山である。

## 概要

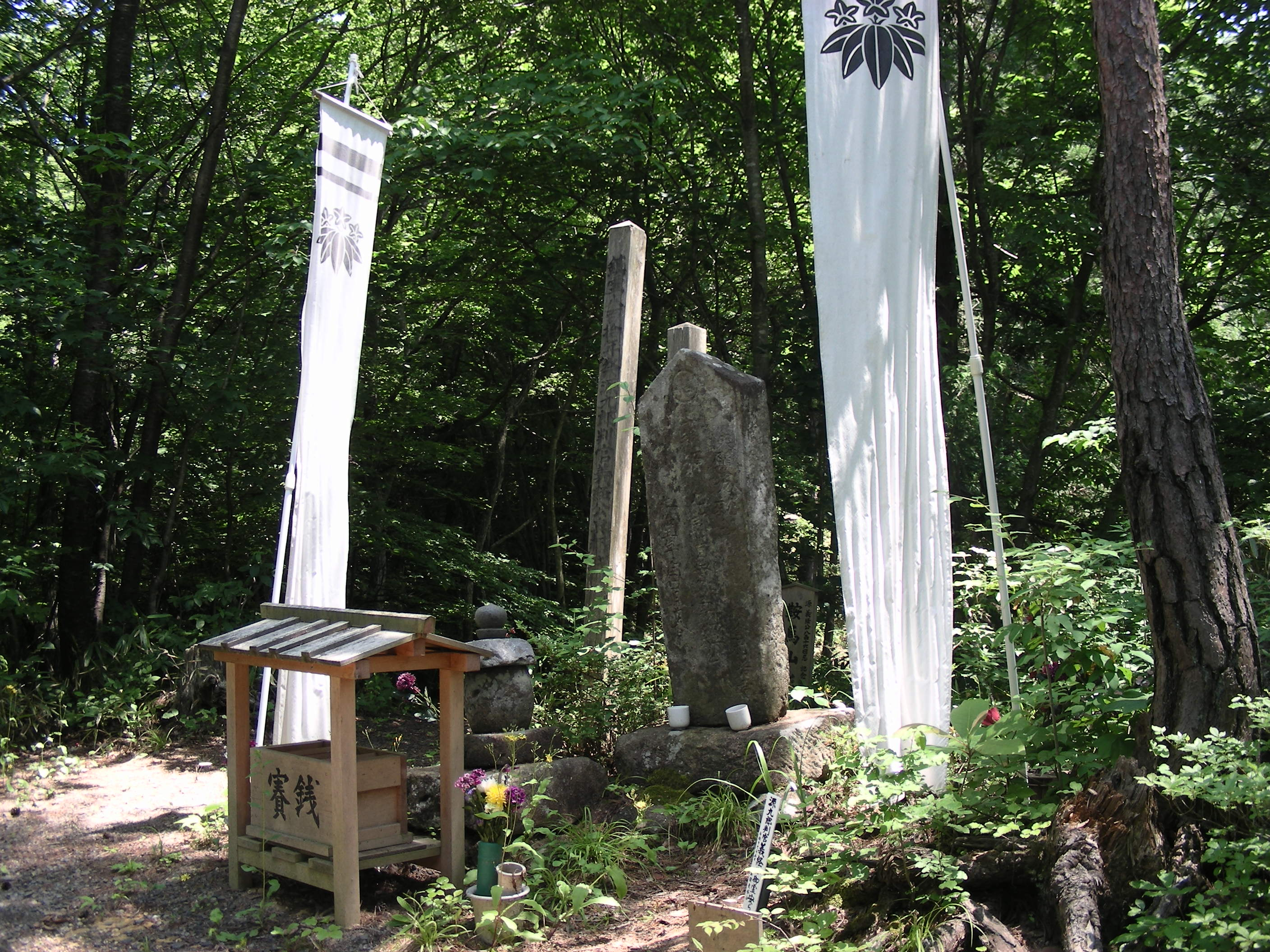
山頂の義経胴塚

平泉で自害した源義経の胴体が葬られた地と伝えられ、山の頂部に義経の胴塚とされる五輪塔と石碑が建っている。石碑中央に「上拝源九郎官者義経公」、左には「文治五年閏四月二八日」、右に「大願成就」と刻まれている。判官森をさらに上に登ると、岩場のある弁慶森がある。麓の旧・栗駒小学校跡地前には、筆塚と義経が土に桜の枝を差して育ったという義経鞭桜がある。
地元の伝承によると、沼倉村を領していた沼倉小次郎高次が、衣川館で自刃し首を鎌倉に送られた義経の胴体をこの地に葬ったという。また高次の弟である杉目小太郎行信が義経の身代わりとなり、義経を北へ逃がしたという伝説があり、義経北行伝説の根拠の一つとなっている。

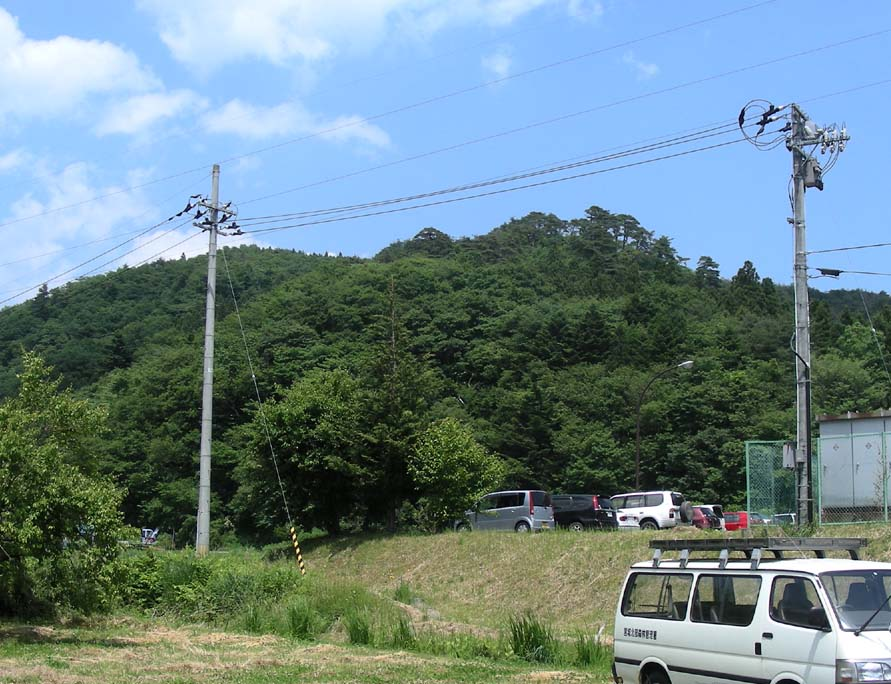
沼倉郵便局駐車場から見た判官森
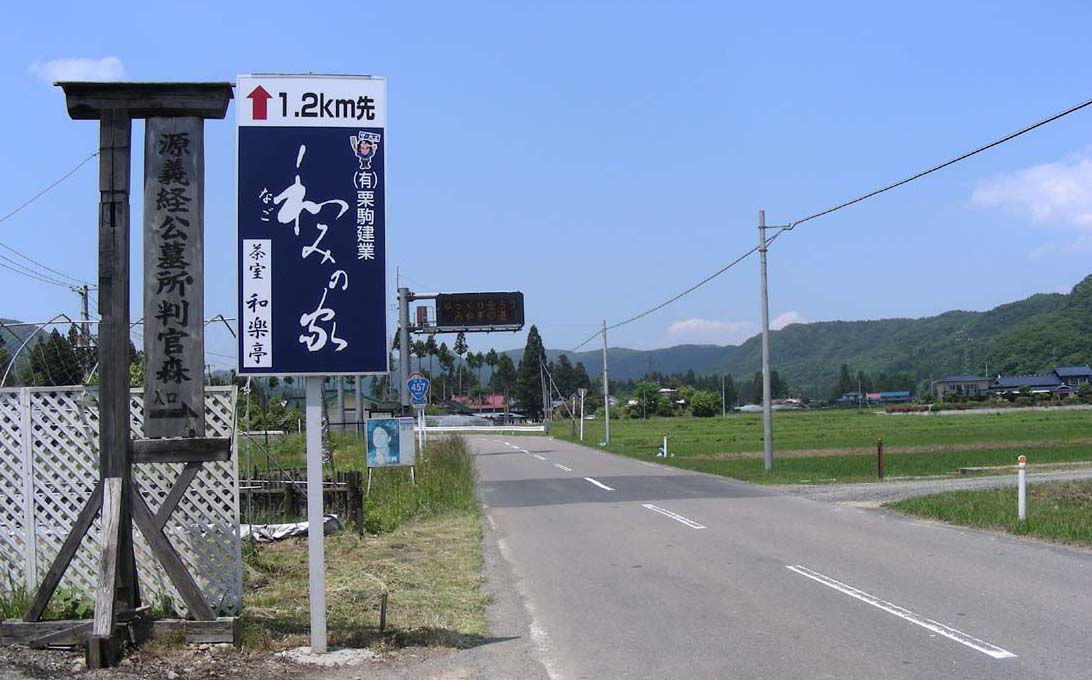
判官森入り口

## 所在地情報
所在地
- 宮城県栗原市

JA栗っこ栗駒支店の裏手に判官森に通じる農道がある。
交通
- 鉄道
  - くりこま高原駅（東日本旅客鉄道（JR東日本）） - 車で40分。

- 道路
  - 平泉町 - 車で1時間。